# Aristida pradana
Aristida pradana är en gräsart som beskrevs av Leon. Aristida pradana ingår i släktet Aristida och familjen gräs.
Artens utbredningsområde är Kuba. Inga underarter finns listade i Catalogue of Life.